# Povo barí
Os barís (exônimo motilones) são um povo originario da bacia do rio Catatumbo, na região de fronteira entre a Colômbia e a Venezuela. Falam uma língua da família chibcha
O território tradicional Barí, se estendia pela bacia Catatumbo-Zulia e parte de Santa Ana, mas foi substancialmente reduzido, primeiro pela conquista e colonização espanhola e, mais recentemente desde o século XX, de forma ainda mais drástica, pela exploração de petróleo e carvão na região, e pela colonização das áreas rurais.

## Organização social
Cada grupo local é formado por aproximadamente 50 pessoas, que possuem até três cabanas ou "malokas" ou casas comunais, em cada uma das quais vivem várias famílias nucleares. Eles são estabelecidos há cerca de dez anos em um local escolhido próximo a rios abundantes na pesca, em áreas não inundadas. No centro da maloka estão os fogões, nas laterais os quartos de cada família.
A distribuição interna da maloka, que é um núcleo sociopolítico, responde às regras de organização social. O chefe do maloka é o ñatubai, o segundo é o abyiyibai, o terceiro o ibaibaibai e eles ocupam a maloka na ordem a partir da esquerda da porta de entrada. Para cada barí, os outros barí conhecidos são parentes ou aliados. Os casamentos são estabelecidos entre aliados e são proibidos entre parentes. Na maloka busca-se que cada família se localize de maneira que os vizinhos sejam aliados do homem e parentes da mulher. Os estrangeiros são bem-vindos se viram parentes.
Um casal é formalizado quando participam conjuntamente da construção de uma maloka. Normalmente o marido vai morar com o grupo da esposa.
Embora este padrão tradicional de vida dos Barí tenha se mantido, desde o século XIX, com a chegada de  colonizadores e missionários, o modo de vida barí começou a sofrer modificações. Atualmente, não é incomum encontrar famílias Barí vivendo em casas de concreto ou zinco; muitos deixaram seu habitat natural para buscar diferentes formas de vida em áreas urbanas.

## Economia
Os Barí são agricultores, caçadores, pescadores e coletores. Eles cultivam, nos campos ao redor das casas comunais, mandioca, batata-doce, banana, abóbora, milho, inhame, abacaxi, cana-de-açúcar, cacau, algodão, achiote e pimentas, caçam pássaros, macacos, caititu, anta e roedores. Eles usam o arco e a flecha como arma de caça e pesca. A pesca é uma fonte muito importante de alimento e para multiplicá-la constroem barragens temporárias e usam barbasco. Entre os produtos coletados, destacam-se os frutos da palmeira patauá. Eles estão no comércio desde tempos imemoriais para obter sal e agora para se equipar com ferramentas de metal, receptores de rádio, baterias e outros itens.
As mulheres se dedicam a colher frutas na floresta, fazer cestos, cuidar das crianças, preparar alimentos, tecer cestos (feitos de um cipó chamado menda), esteiras, e redes. Também recolhem caracóis, caranguejos e peixes capturados pelos homens no rio. Os homens, em geral, são responsáveis pela caça, pesca, construção de cabanas, flechas (chi) e arcos (aytakbarrin).

## Cosmología
Para os Barí o ordenamento da sociedade e o comportamento certo são mais importante do que saber a origem do mundo. Eles consideram que na terra existem seis céus em ordem ascendente, onde vivem diferentes seres, no mais alto o sol e Saabaseeba, e sob a terra existem grandes extensões de água e cavernas.
Sabaseba veio do oeste quando a terra estava caótica e ele com seu trabalho a ordenou, arranjando o sol, a lua e as estrelas. Quando cortou um abacaxi, surgiu o primeiro barí, do seguinte a primeira mulher Barira e do terceiro uma criança bakurita. Dos abacaxis cortados a seguir, surgiram os primeiros ñatubai que aprenderam a construir as malokas e receberam seus respectivos territórios. Os primeiros Barí eram Saimadoyi, assistentes de Sabaseba, e ensinavam agricultura, caça e pesca.As mulheres se dedicam a colher frutas na floresta, fazer cestos, cuidar das crianças, preparar alimentos, tecer cestos (feitos de um cipó chamado menda), esteiras, e redes. Também recolhem caracóis, caranguejos e peixes capturados pelos homens no rio. Os homens, em geral, são responsáveis pela caça, pesca, construção de cabanas, flechas (chi) e arcos (aytakbarrin).